# Lasioglossum godmanae
Lasioglossum godmanae är en biart som beskrevs av Michener 1969. Lasioglossum godmanae ingår i släktet smalbin, och familjen vägbin. Inga underarter finns listade i Catalogue of Life.